# Placówka Straży Granicznej w Terespolu
Placówka Straży Granicznej w Terespolu – graniczna jednostka organizacyjna Straży Granicznej realizująca zadania w ochronie granicy państwowej z Republiką Białorusi.

## Formowanie i zmiany organizacyjne
Placówka Straży Granicznej w Terespolu z siedzibą w Terespolu (Placówka SG w Terespolu), została powołana 24 sierpnia 2005 roku Ustawą z 22 kwietnia 2005 roku O zmianie ustawy o Straży Granicznej..., w strukturach Nadbużańskiego Oddziału Straży Granicznej w Chełmie z przemianowania dotychczas funkcjonującej Granicznej Placówki Kontrolnej Straży Granicznej w Terespolu. Znacznie rozszerzono także uprawnienia komendantów, m.in. w zakresie działań podejmowanych wobec cudzoziemców przebywających na terytorium RP.
Z końcem 2005 roku odeszli ze służby ostatni funkcjonariusze służby kandydackiej. Było to możliwe dzięki intensywnie realizowanemu programowi uzawodowienia, w ramach którego w latach 2001–2006 przyjęto do NOSG 1280 funkcjonariuszy służby przygotowawczej.
31 grudnia 2010 w placówce służbę pełniło 346 funkcjonariuszy.

## Ochrona granicy
PSG w Terespolu ochrania wyłącznie odcinek granicy rzecznej z Republiką Białorusi przebiegającą środkiem koryta rzeki granicznej Bug.
W związku z sytuacją na granicy polsko-białoruskiej związaną z masową nielegalną migracją do Polski, od listopada 2021 roku Straż Graniczna rozpoczęła budowę zasieków z drutu kolczastego na całym odcinku rzecznym graniczącym z Białorusią w tym na odcinku PSG w Terespolu. Zasieki concertina postawione zostały tuż przy linii brzegowej.

### Podległe przejścia graniczne

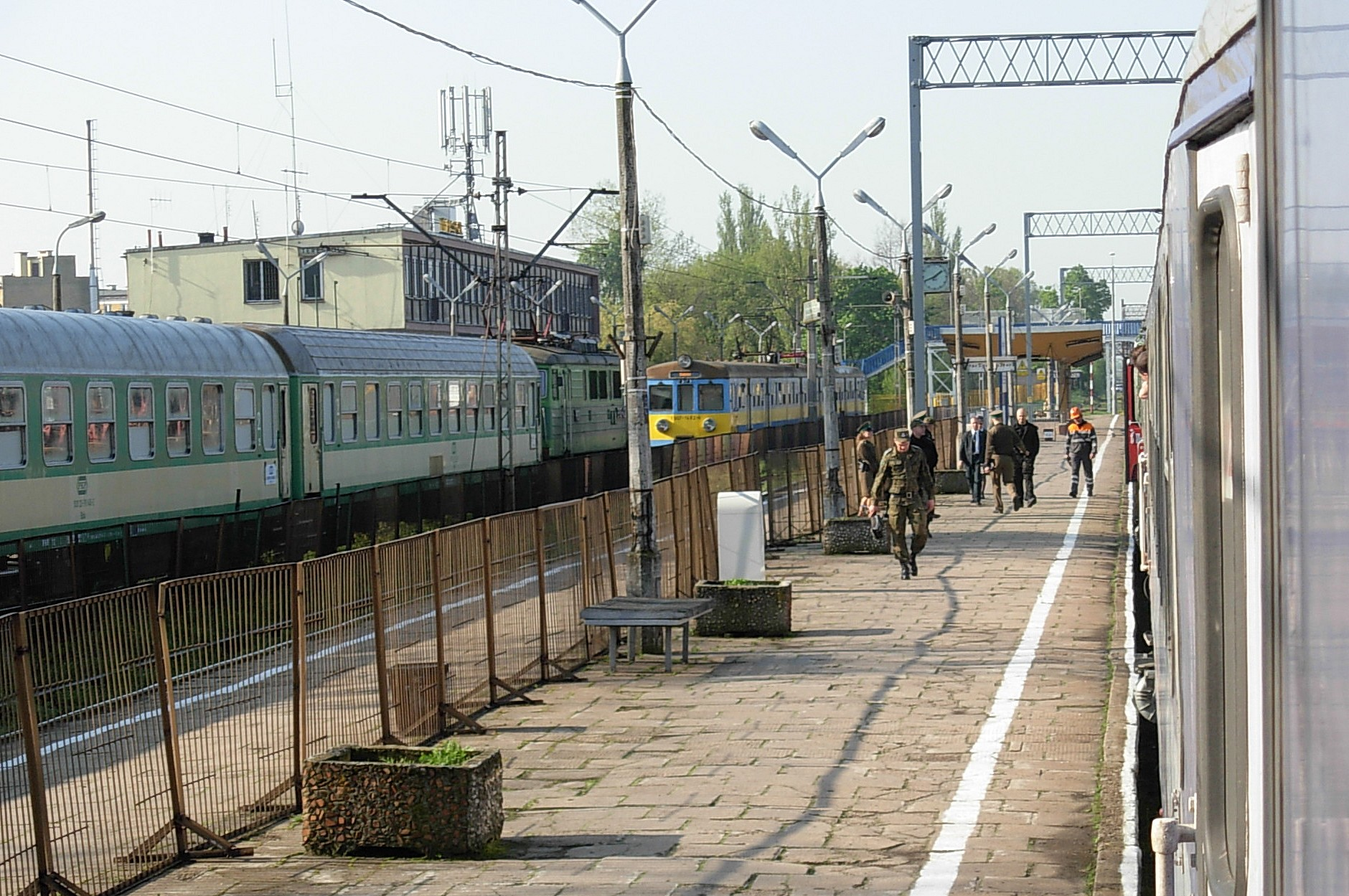
Odprawa paszportowo-celna pociągu

Stan z 1 września 2021
- Terespol-Brześć (drogowe)
- Kukuryki-Kozłowiczy (drogowe)
- Terespol-Brześć (kolejowe).

### Terytorialny zasięg działania
Stan z 1 września 2021
- Od znaku granicznego nr 123, do znaku granicznego nr 163.

- Linia rozgraniczenia z:

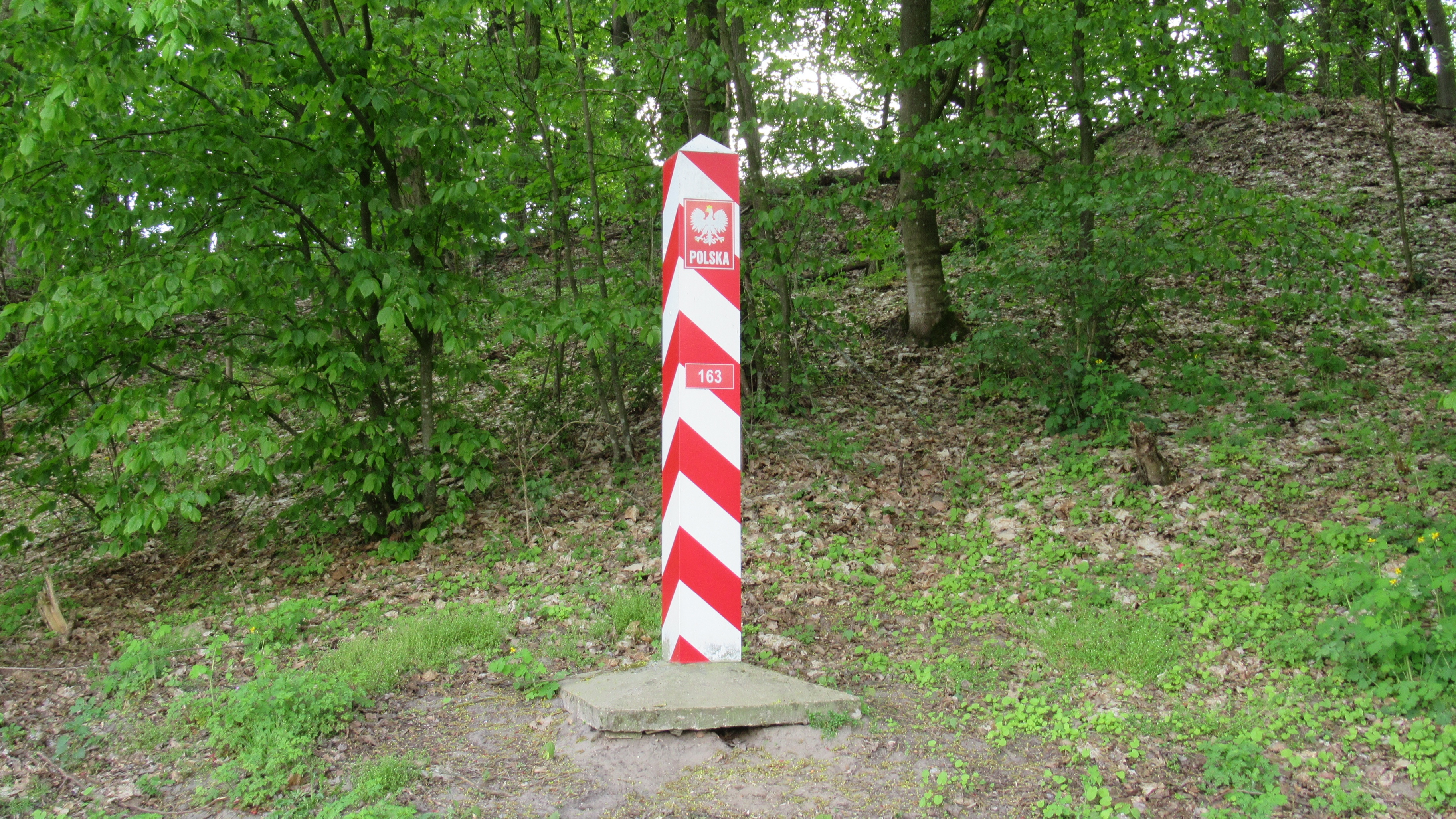
Granica polsko-białoruska, polski znak gran. nr 163 – styk z PSG w Bohukałach (lipiec 2013)

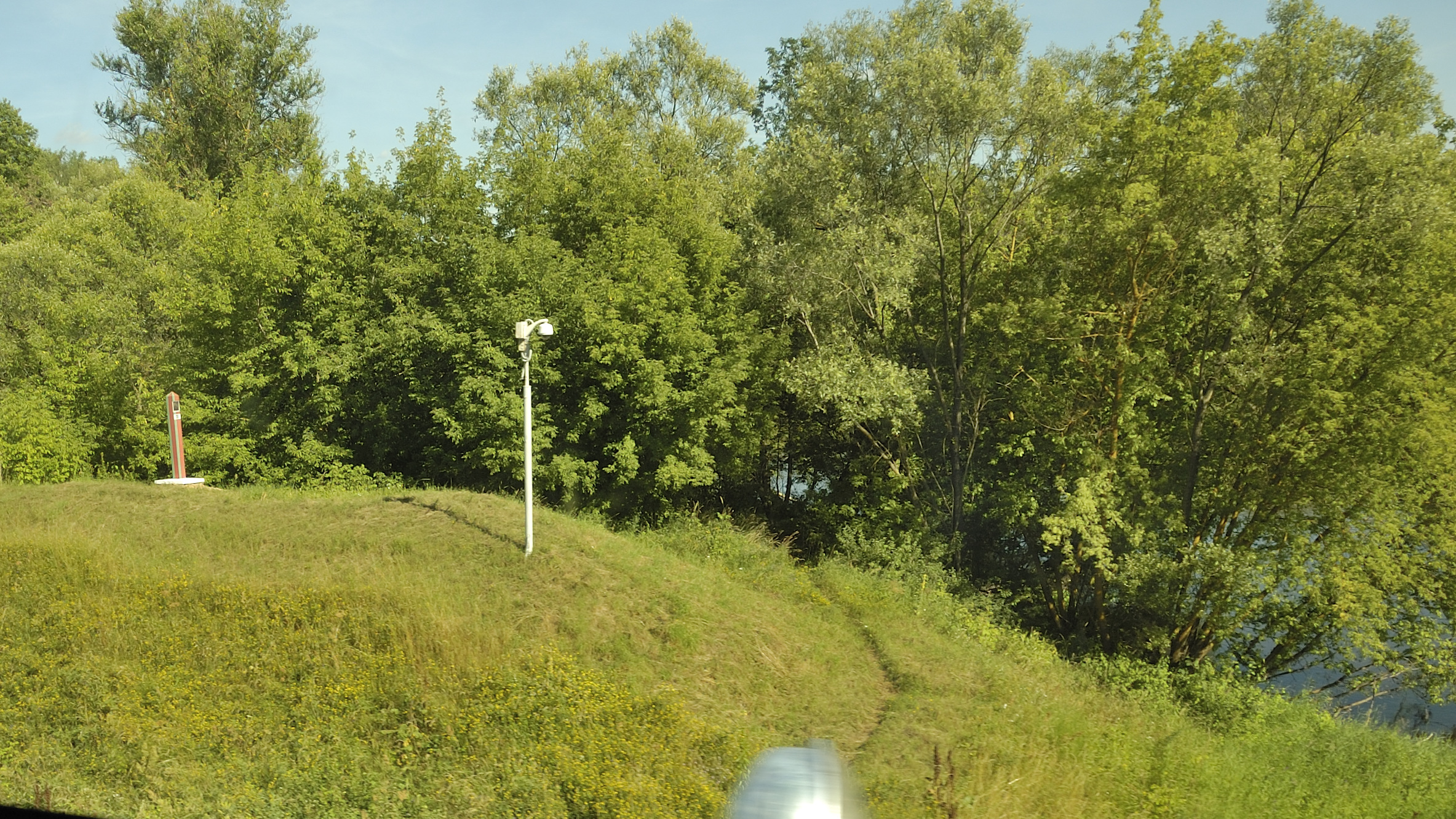
Granica polsko-białoruska, białoruski znak gran. nr 1267 (lipiec 2013)

1. Placówką Straży Granicznej w Bohukałach: włącznie znak graniczny nr 163 do ujścia rzeki Krzna, dalej rzeką Krzna do drogi wojewódzkiej nr 698, Neple, Kuzawka, Koroszczyn Kolonia, ) Dobryń Duży, Koczukówka, wyłącznie Kijowiec, Dobryń Mały, Lachówka Mała, wyłącznie Horbów, Horbów Kolonia, do granicy gminy Biała Podlaska.
2. Placówką Straży Granicznej w Kodniu: wyłącznie znak graniczny nr 123, granicą gmin Terespol i Kodeń, Terespol i Piszczac, Zalesie i Piszczac.
3. Placówką Straży Granicznej w Białej Podlaskiej: granicą gmin Zalesie i Biała Podlaska.

Stan z 30 grudnia 2014
Obszar służbowej działalności Placówki SG w Terespolu położony był w powiecie bialskim i obejmował gminy: Terespol, Zalesie
Stan z 1 sierpnia 2011
Placówka SG w Terespolu ochraniała odcinek granicy:
- Rzecznej z Republiką Białorusi i wynosił 21,610 km:
- Od znaku granicznego nr 1254 do znaku granicznego nr 1278

- Linia rozgraniczenia z:

1. Placówką Straży Granicznej w Bohukałach: włącznie znak graniczny nr 1278, Kukuryki, Kuzawka, Koroszczyn Kolonia, Dobryń Kolonia, Dobryń Duży, wyłącznie Kopelówka, Kijowiec, Dobryn Mały, Lachówka Mała, Horbów, Horbów Kolonia, kol. Marianka, m. Woskrzenice Duże, m. Kaliłów, włącznie m. Hola, włącznie m.p. Biała Podlaska, m. Kozula, m. kol. Kajków, m. Cicibór Duży, włącznie m. Budziszew, m. Rakowiska, Stary Sławacinek, Nowy Sławacinek, Sitnik, Sycyna, Woroniec, Rogoźniczka.
2. Placówką Straży Granicznej w Kodniu: wyłącznie znak graniczny nr 1254, wyłącznie Michałków, Polatycze, Kobylany, wyłącznie kol. Lebiedziew, wyłącznie Lebiedziew, Zastawek dalej granicą gmin Terespol, Zalesie i Biała Podlaska oraz Kodeń i Piszczac.

- Poza strefą nadgraniczną obejmował z powiatu bialskiego gminy: Międzyrzec Podlaski, Drelów, z powiatu radzyńskiego gmina Kąkolewnica Wschodnia, z powiatu łukowskiego gminy: Trzebieszów, Łuków oraz gmina miejska Łuków.

## Wydarzenia
2006 – 2–8 października w ramach kompleksowego sprawdzenia całego odcinka granicy wschodniej unijni eksperci w NOSG wizytowali m.in. PSG w Terespolu. Celem było wizytacji było sprawdzenie poziomu przygotowania formacji do przejęcia pełnej odpowiedzialności i wdrażanie standardów unijnych, a celem końcowym miało być ́pełne wdrożenie dorobku prawnego Schengen (misja Scheval). Wieloletnie przygotowania zaowocowały bardzo wysoką oceną realizacji zadań w ochronie granicy państwowej przez funkcjonariuszy Nadbużańskiego Oddziału SG.

## Placówki sąsiednie
- Placówka SG w Bohukałach ⇔ Placówka SG w Kodniu – 01.08.2011[6]
- Placówka SG w Bohukałach ⇔ Placówka SG w Kodniu, Placówka SG w Białej Podlaskiej – 01.09.2021[5].

## Komendanci placówki
- Wojciech Wołoch (24.08.2005–2006)[7].
- kpt. SG/ppłk SG Artur Barej (był 08.12.2009[8]–był w 2015)[9]
- płk SG Andrzej Popko (17.09.2016[10]–był 21.11.2017[11])
- płk SG Piotr Dumicz (do 14.02.2019)[12]
- mjr SG/ppłk SG Piotr Grytczuk (był 11.04.2019[13]–był 11.06.2021[14]).